# Rajd Barum 2010
Rezultaty Rajdu Barum (40. Barum Czech Rally Zlín 2010), eliminacji Intercontinental Rally Challenge w 2010 roku, który odbył się w dniach 27-29 sierpnia. Była to dziewiąta runda IRC w tamtym roku oraz piąta asfaltowa, a także siódma mistrzostwach Europy i szósta w mistrzostwach Czech. Bazą rajdu było miasto Zlin. Zwycięzcami rajdu została belgijska załoga Freddy Loix i Fréderic Miclotte jadąca Škodą Fabią S2000. Wyprzedzili oni Finów Juho Hänninena i Mikko Markkulę oraz Czechów Pavla Valouška i Zdenka Hrůzę w tym samym samochodzie.
Z rajdu odpadło łącznie 54 zawodników. Włoch Corrado Fontana (Peugeot 207 S2000) wycofał się z jazdy na 9. odcinku specjalnym. Czech Jan Kopecký (Škoda Fabia S2000) miał wypadek na 14. oesie, jego rodak Roman Kresta (Škoda Fabia S2000) – na 5. oesie, a Belg Thierry Neuville (Peugeot 207 S2000) – na 4. oesie. Na 9. oesie wycofał się Brytyjczyk Niall McShea (Proton Satria Neo S2000), a na 14. oesie wypadkowi uległ Słowak Jozef Béreš junior (Škoda Fabia S2000). Wypadkom ulegli również tacy zawodnicy jak: Rosjanin Aleksandr Żełudow (Ford Fiesta S2000, na 5. oesie) i Irlandczyk Keith Cronin (Proton Satria Neo S2000, na 8. oesie).

## Klasyfikacja ostateczna
| Miejsce                             | Zawodnik                  | Pilot                     | Samochód                  | Czas                      | Strata                    | Punkty                    |
| IRC (pierwsza dziesiątka)           | IRC (pierwsza dziesiątka) | IRC (pierwsza dziesiątka) | IRC (pierwsza dziesiątka) | IRC (pierwsza dziesiątka) | IRC (pierwsza dziesiątka) | IRC (pierwsza dziesiątka) |
| ----------------------------------- | ------------------------- | ------------------------- | ------------------------- | ------------------------- | ------------------------- | ------------------------- |
| 1.                                  | Freddy Loix               | Fréderic Miclotte         | Škoda Fabia S2000         | 2:31:31.0                 |                           | 10                        |
| 2.                                  | Juho Hänninen             | Mikko Markkula            | Škoda Fabia S2000         | 2:31:56.0                 | +25.0                     | 8                         |
| 3.                                  | Pavel Valoušek            | Zdeněk Hrůza              | Škoda Fabia S2000         | 2:32:51.2                 | +1:20.2                   | 6                         |
| 4.                                  | Kris Meeke                | Paul Nagle                | Peugeot 207 S2000         | 2:33:28.6                 | +1:57.6                   | 5                         |
| 5.                                  | Andreas Mikkelsen         | Ola Fløene                | Ford Fiesta S2000         | 2:34:04.9                 | +2:33.9                   | 4                         |
| 6.                                  | Václav Pech junior        | Petr Uhel                 | Mitsubishi Lancer Evo IX  | 2:34:38.4                 | +3:07.4                   | 3                         |
| 7.                                  | Guy Wilks                 | Phil Pugh                 | Škoda Fabia S2000         | 2:35:12.1                 | +3:41.1                   | 2                         |
| 8.                                  | Jaromír Tarabus           | Daniel Trunkát            | Ford Fiesta S2000         | 2:36:49.0                 | +5:18.0                   | 1                         |
| 9.                                  | Tomáš Kostka              | Vít Houšť                 | Škoda Fabia S2000         | 2:37:44.1                 | +6:13.1                   |                           |
| 10.                                 | Bryan Bouffier            | Xavier Panseri            | Peugeot 207 S2000         | 2:38:23.2                 | +6:52.2                   |                           |
| Mistrzostwa Czech (pierwsza trójka) |                           |                           |                           |                           |                           |                           |
| 1. (3.)                             | Pavel Valoušek            | Zdeněk Hrůza              | Škoda Fabia S2000         | 2:32:51.2                 |                           | 45                        |
| 2. (6.)                             | Václav Pech junior        | Petr Uhel                 | Mitsubishi Lancer Evo IX  | 2:34:38.4                 | +1:47.2                   | 36                        |
| 3. (8.)                             | Jaromír Tarabus           | Daniel Trunkát            | Ford Fiesta S2000         | 2:36:49.0                 | +3:57.8                   | 25                        |
| Mistrzostwa Europy                  |                           |                           |                           |                           |                           |                           |
| 1. (10.)                            | Bryan Bouffier            | Xavier Panseri            | Peugeot 207 S2000         | 2:38:23.2                 |                           | 37                        |
| 2. (12.)                            | Antonín Tlusťák           | Jan Škaloud               | Peugeot 207 S2000         | 2:39:26.3                 | +1:03.1                   | 28                        |
| 3. (16.)                            | Roman Odložilík           | Martin Tureček            | Škoda Fabia S2000         | 2:42:07.3                 | +3:44.1                   | 23                        |
| 4. (23.)                            | Jan Černý                 | Pavel Kohout              | Renault Clio R3           | 2:50:30.6                 | +12:07.4                  |                           |
| 5. (27.)                            | Maciej Oleksowicz         | Andrzej Obrębowski        | Ford Fiesta S2000         | 2:54:08.5                 | +15:45.3                  |                           |
| 6. (55.)                            | Marco Cavigioli           | Lorenzo Granai            | Fiat Grande Punto JTD     | 3:17:08.7                 | +38:45.5                  |                           |

## Zwycięzcy odcinków specjalnych
| Dzień      | Odcinek | G. rozp. | Nazwa           | Długość  | Zwycięzca      | Czas    | Lider rajdu    |
| ---------- | ------- | -------- | --------------- | -------- | -------------- | ------- | -------------- |
| 1 (27 SIE) | SS1     | 21:15    | SSS Zlín        | 9.36 km  | Jan Kopecký    | 7:15.0  | Jan Kopecký    |
| 2 (28 SIE) | SS2     | 9:48     | Biskupice 1     | 9.01 km  | Jan Kopecký    | 5:02.8  | Jan Kopecký    |
| 2 (28 SIE) | SS3     | 10:31    | Zádveřice 1     | 14.95 km | Jan Kopecký    | 7:49.5  | Jan Kopecký    |
| 2 (28 SIE) | SS4     | 11:24    | Semetín 1       | 11.71 km | Juho Hänninen  | 7:02.8  | Jan Kopecký    |
| 2 (28 SIE) | SS5     | 11:52    | Troják 1        | 29.09 km | Bryan Bouffier | 16:54.9 | Jan Kopecký    |
| 2 (28 SIE) | SS6     | 14:55    | Biskupice 2     | 9.01 km  | Pavel Valoušek | 5:17.3  | Jan Kopecký    |
| 2 (28 SIE) | SS7     | 15:38    | Zádveřice 2     | 14.95 km | Jan Kopecký    | 8:07.6  | Jan Kopecký    |
| 2 (28 SIE) | SS8     | 16:31    | Semetín 2       | 11.71 km | Juho Hänninen  | 7:11.3  | Jan Kopecký    |
| 2 (28 SIE) | SS9     | 16:59    | Troják 2        | 29.09 km | Freddy Loix    | 17:00.9 | Jan Kopecký    |
| 3 (29 SIE) | SS10    | 8:28     | Halenkovice 1   | 24.90 km | Pavel Valoušek | 13:12.1 | Jan Kopecký    |
| 3 (29 SIE) | SS11    | 9:11     | Kudlovice 1     | 11.39 km | Bryan Bouffier | 6:04.5  | Jan Kopecký    |
| 3 (29 SIE) | SS12    | 9:59     | Velký Ořechov 1 | 7.14 km  | Jan Kopecký    | 3:48.9  | Jan Kopecký    |
| 3 (29 SIE) | SS13    | 10:27    | Pindula 1       | 19.76 km | Pavel Valoušek | 10:31.6 | Jan Kopecký    |
| 3 (29 SIE) | SS14    | 12:45    | Halenkovice 2   | 24.90 km | Freddy Loix    | 13:44.0 | Bryan Bouffier |
| 3 (29 SIE) | SS15    | 13:28    | Kudlovice 2     | 11.39 km | Bryan Bouffier | 6:05.4  | Bryan Bouffier |
| 3 (29 SIE) | SS16    | 14:16    | Velký Ořechov 2 | 7.14 km  | Juho Hänninen  | 4:06.7  | Freddy Loix    |
| 3 (29 SIE) | SS17    | 14:44    | Pindula 2       | 19.76 km | Pavel Valoušek | 10:42.4 | Freddy Loix    |